# São João da Talha
São João da Talha is een plaats (freguesia) in de Portugese gemeente Loures en telt 17970 inwoners (2001).